# Rock alternatif latino
Cet article concerne le genre musical. Pour le premier album de Mano Negra, voir Patchanka.
Le rock alternatif latino (également appelé patchanka, latino alternatif ou alterlatino) est un genre musical ayant émergé vers la fin des années 1990, caractérisé par un mélange entre éléments de rock alternatif et de musique latine. Le terme de « patchanka » est lancé par le groupe français Mano Negra,, qui l'utilisera dans son titre homonyme publié en 1988 et qui peut être traduit par « confusion » ou « chaos ».
La patchanka se caractérise par un mélange de couleurs, de sons, de styles, de langues, de musiques et de traditions. Inspiré par le groupe The Clash, Mano Negra lance le genre en mêlant divers autres genres entre eux dont le punk rock, le ska, le reggae, le rock 'n' roll, le flamenco, le funk, la salsa, le rap et le calypso.

## Artistes représentatifs
Les artistes et groupes représentatifs du genre incluent notamment : Amparanoïa, Dusminguet, Los Tres, Macaco, Café Tacvba, Karamelo Santo, Sergent Garcia, Che Sudaka, El Gran Silencio, Los de abajo, Mano Negra, Maná, Estopa, et Roy Paci & Aretuska.